# اوگاوا نو هوتوری
در کرانه رودخانه (انگلیسی: Ogawa no Hotori) یک فیلم است که در سال ۲۰۱۱ منتشر شد. از بازیگران آن می‌توان به نورییوکی هیگاشی‌یاما و رینکو کیکوچی اشاره کرد.